# L'ultimo Paradiso
L'ultimo Paradiso è un film del 2021 diretto da Rocco Ricciardulli.

## Trama
Ciccio Paradiso è un contadino trentenne che abita nel Sud Italia degli anni cinquanta. Sposato e con un figlio, Ciccio sogna amore, libertà e giustizia, ed ha intrapreso una relazione proibita con Bianca Schettino, figlia del proprietario terriero locale, tale cumpa' Schettino. Un giorno, Ciccio, stanco dei soprusi di cumpa' Schettino, decide di sfidarlo. Nonostante l'ira, il proprietario terriero decide di non fare del male a Ciccio, finché non scopre la relazione della figlia con il contadino, e lo uccide. 
Alla morte di Ciccio, il fratello emigrato nel Settentrione Antonio torna nel paesello, e da lì prendono il via una serie di drammatiche vicende.

## Produzione
Il film è stato girato a Gravina in Puglia, Bari e Trieste.

## Colonna sonora
La colonna sonora è stata curata da Federico Ferrandina, Pasquale Ricciardulli e dallo stesso regista Rocco Ricciardulli.

## Distribuzione
È uscito sulla piattaforma streaming Netflix il 5 febbraio 2021.

## Promozione
Il primo trailer è stato pubblicato sul canale YouTube di Netflix Italia il 12 gennaio 2021.

## Accoglienza
Sull'aggregatore di recensioni Rotten Tomatoes, L'ultimo Paradiso detiene un indice di gradimento del 54% sulla base di tre recensioni professionali.

## Riconoscimenti
Ciak d'oro - 2021
Candidatura a migliore attore protagonista a Riccardo Scamarcio
Candidatura a migliore attore non protagonista ad Antonio Gerardi